# Armando Tolloi
Armando Tolloi (Cervignano del Friuli, 16 aprile 1922 – ...) è stato un calciatore italiano, di ruolo attaccante.

## Carriera
In gioventù milita nelle file del Littorio di Cervignano; debutta poi con il Cervignano nella Serie C 1946-1947, e l'anno successivo passa alla Reggiana con cui disputa due campionati di Serie B totalizzando 52 presenze e 10 reti.
Nel 1951 si trasferisce al Matera dove nella stagione 1952-1953 vince il campionato di Promozione regionale ed approda in IV Serie, dove disputa le ultime due stagioni della sua carriera.

## Palmarès

### Club

#### Competizioni regionali
- Prima Divisione: 1

Matera: 1951-1952
- Promozione: 1

Matera: 1952-1953